# Nick Hague
Tyler Nicklaus "Nick" Hague (Belleville, 24 de setembro de 1975) é um astronauta norte-americano.

## Carreira
Formado em engenharia aeroespacial pela Academia da Força Aérea dos Estados Unidos e pelo Instituto de Tecnologia de Massachusetts (MIT), ele se alistou na Força Aérea e recebeu a patente de segundo-tenente em 1998. Foi designado para a Base da Força Aérea de Kirtland, no Novo México, onde trabalhou com tecnologias avançadas de aeronaves. Em 2003 ele cursou a Escola de Pilotos de Teste da Força Aérea dos Estados Unidos, na Base Aérea de Edwards, na Califórnia, onde, a partir da 2004, testou aeronaves como os caças F-15 e F-16 e o avião de treinamento T-38. No mesmo ano ele foi enviado ao Iraque, onde participou da Operação Iraq Freedom e realizou várias operações de reconhecimento aéreo. Em 2006, Hague passou a lecionar em cursos no Departamento de Astronáutica na Academia da Força Aérea dos Estados Unidos, no Colorado,  onde ensinou em cursos de "introdução à astronáutica" e "análise e projeto de sistemas de controle linear". Em 2016 foi promovido a coronel.
Em 2013 foi selecionado para o Grupo 21 de Astronautas da NASA, completando o curso e qualificando-se em 2015. Ele foi o primeiro astronauta de sua classe a ser designado para um voo espacial, como engenheiro de voo da Expedição 57, em outubro de 2018. Em 11 de outubro, após o período de treinamento no equipamento Soyuz na Cidade das Estrelas, ele e o comandante russo Aleksei Ovchinin embarcaram na Soyuz MS-10 para o lançamento. Após o lançamento, porém, o voo teve que ser abortado quando se encontrava a uma altitude de 50 km – atingindo um apogeu de 93 km numa trajetória suborbital – devido a uma falha no motor do foguete que explodiu, mas a tripulação conseguiu ejetar a cápsula espacial, pousando sem incidentes 19min 41s após partirem de Baikonur.
A missão de Hague e Ovchinin foi adiada e a Soyuz MS-11, com outra tripulação, foi lançada poucas semanas depois. Ele voltou a ser lançado com Ovchinin, agora acompanhados pela astronauta Christina Koch, em 14 de março de 2019 na Soyuz MS-12 para integrarem a Expedição 59, junto com o cosmonauta Oleg Kononenko e os astronautas David Saint-Jacques e Anne McClain, já na ISS. Em março de 2019 ele fez a sua primeira caminhada espacial com McClain, um trabalho de manutenção de baterias que durou seis horas fora da nave e onde também removeram detritos do módulo Unity em preparação para a chegada nave não-tripulada Cygnus NG-11 em abril. Durante sua permanência na ISS, onde também participou da Expedição 60, fez um total de três, cada uma com um companheiro diferente.
Retornou em 3 de outubro na MS-12, com o comandante Ovchinin e o primeiro astronauta dos Emirados Árabes Unidos, Hazza Al Mansouri, após 203 dias em órbita.